# 月背駅
座標: 北緯35度49分8.4秒 東経128度32分15.7秒 / 北緯35.819000度 東経128.537694度
月背駅（ウォルペえき）は、大韓民国大邱広域市達西区にある大邱交通公社1号線の駅である。駅番号は 119。

## 駅構造
相対式ホーム2面2線の地下駅。
のりば
| ●1号線 | 辰泉・舌化椧谷方面               |
| ●1号線 | 上仁・大邱駅・東大邱駅・安心方面 |

## 駅周辺
- 国民銀行 月背支店
- 外換銀行月背駅支店
- ウリィ銀行上仁洞支店
- KEBハナ銀行月背駅支店
- 大邱月背初等学校
- 大邱銀行月背営業部
- 大邱月背教会
- 中小企業銀行月背支店
- 月背農協中央支所
- 月背中学校
- 上仁2洞住民センター
- KT月背支店
- セマウル金庫月背分所
- 月背郵便局

## 歴史
- 1997年11月26日 - 開業。

## 隣の駅
大邱交通公社
●1号線
辰泉駅（118） - 月背駅（119） - 上仁駅（120）